# Asociación de Futbolistas Españoles
La Asociación de Futbolistas Españoles (AFE) es una asociación al servicio del colectivo de futbolistas de los clubes de España. La AFE promueve su unión, vela por el normal desarrollo de su carrera deportiva, defendiendo y garantizando los derechos laborales, económicos y sociales, presentes y futuros; transmitiendo los valores deportivos a sus afiliados y a la sociedad y colaborando en su formación y en su posterior inserción laboral. Desde noviembre de 2017 el presidente es David Aganzo.

## Historia
La Asociación de Futbolistas Españoles fue constituida el 23 de enero de 1978 en Madrid. Surgió con el objeto de defender a los futbolistas y reconocer sus derechos como trabajadores. Uno de sus fundadores y primer presidente del colectivo entre los años (78-82), fue Joaquín Sierra Vallejo "Quino", exjugador del Real Betis, Valencia CF y Cádiz CF, quien estuvo un año retirado como protesta ante el derecho de retención que tenía atado a los jugadores de por vida a un mismo equipo.
Santiago Bartolomé Rial, Ángel María Villar Llona y Alfonso Abete Otazu fueron respectivamente, los primeros vicepresidentes y secretario general de la asociación. El resto de presidentes fueron Juan Manuel Asensi Ripoll (1978-1979), Juan José Iriarte Salón (1982-1988), Gerardo González Movilla (1988-2010) y Luis Manuel Rubiales Béjar (2010-2017). El actual presidente es David Aganzo, cargo que ostenta desde noviembre de 2017.
En sus inicios, y tras varias huelgas, la lucha continua de AFE tuvo su recompensa con el Real Decreto 1.006/1985, de 26 de junio, que regula la relación laboral especial de los deportistas profesionales y que sentó las bases para las posteriores negociaciones de los diferentes convenios colectivos, AFE-LNFP y AFE-RFEF.
El 18 de febrero de 2020, tras varios meses de negociaciones, se firmaba en la sede de AFE el primer convenio colectivo para las futbolistas de Primera División. Un día después, y por iniciativa de la Asociación, se celebraba en el Congreso de los Diputados el acto de formalización, asistiendo representantes de todas las fuerzas políticas.

## Sesiones AFE
Las Sesiones AFE son un proyecto que la Asociación de Futbolistas Españoles desarrolla para reintegrar al máximo número de futbolistas profesionales que, por motivos diversos, están sin equipo. Se celebran en invierno y en verano, cuando los respectivos mercados de fichajes se encuentran abiertos.